# Jiří Matoušek
Jiří (Jirka) Matoušek (Praga, 10 de março de 1963 - 9 de março de 2015) foi um matemático tcheco.
Foi palestrante convidado do Congresso Internacional de Matemáticos em Berlim (1998).

## Obras
- Invitation to Discrete Mathematics (com Jaroslav Nešetřil). Oxford University Press, 1998. ISBN 978-0-19-850207-4. Translated into French by Delphine Hachez as Introduction Aux Mathématiques Discrètes, Springer-Verlag, 2004, ISBN 978-2-287-20010-6.
- Geometric Discrepancy: An Illustrated Guide. Springer-Verlag, Algorithms and Combinatorics 18, 1999, ISBN 978-3-540-65528-2.
- Lectures on Discrete Geometry. Springer-Verlag, Graduate Texts in Mathematics, 2002, ISBN 978-0-387-95373-1.
- Topics in Discrete Mathematics: Dedicated to Jarik Nešetřil on the Occasion of His 60th Birthday (with Martin Klazar, Jan Kratochvil, Martin Loebl, and Robin Thomas). Springer-Verlag, 2006. ISBN 978-3-540-33698-3.
- Understanding and Using Linear Programming (with B. Gärtner). Springer-Verlag, Universitext, 2007, ISBN 978-3-540-30697-9.
- Thirty-three miniatures — Mathematical and algorithmic applications of linear algebra. AMS, 2010, ISBN 978-0-8218-4977-4.
- Using the Borsuk-Ulam Theorem: Lectures on Topological Methods in Combinatorics and Geometry. Springer-Verlag, 2003. ISBN 978-3-540-00362-5.